# Peristylus neotineoides
Peristylus neotineoides är en orkidéart som först beskrevs av Oakes Ames och Schltr., och fick sitt nu gällande namn av Kai Yung Lang. Peristylus neotineoides ingår i släktet Peristylus och familjen orkidéer. Inga underarter finns listade i Catalogue of Life.